# China Pabst Blue Ribbon

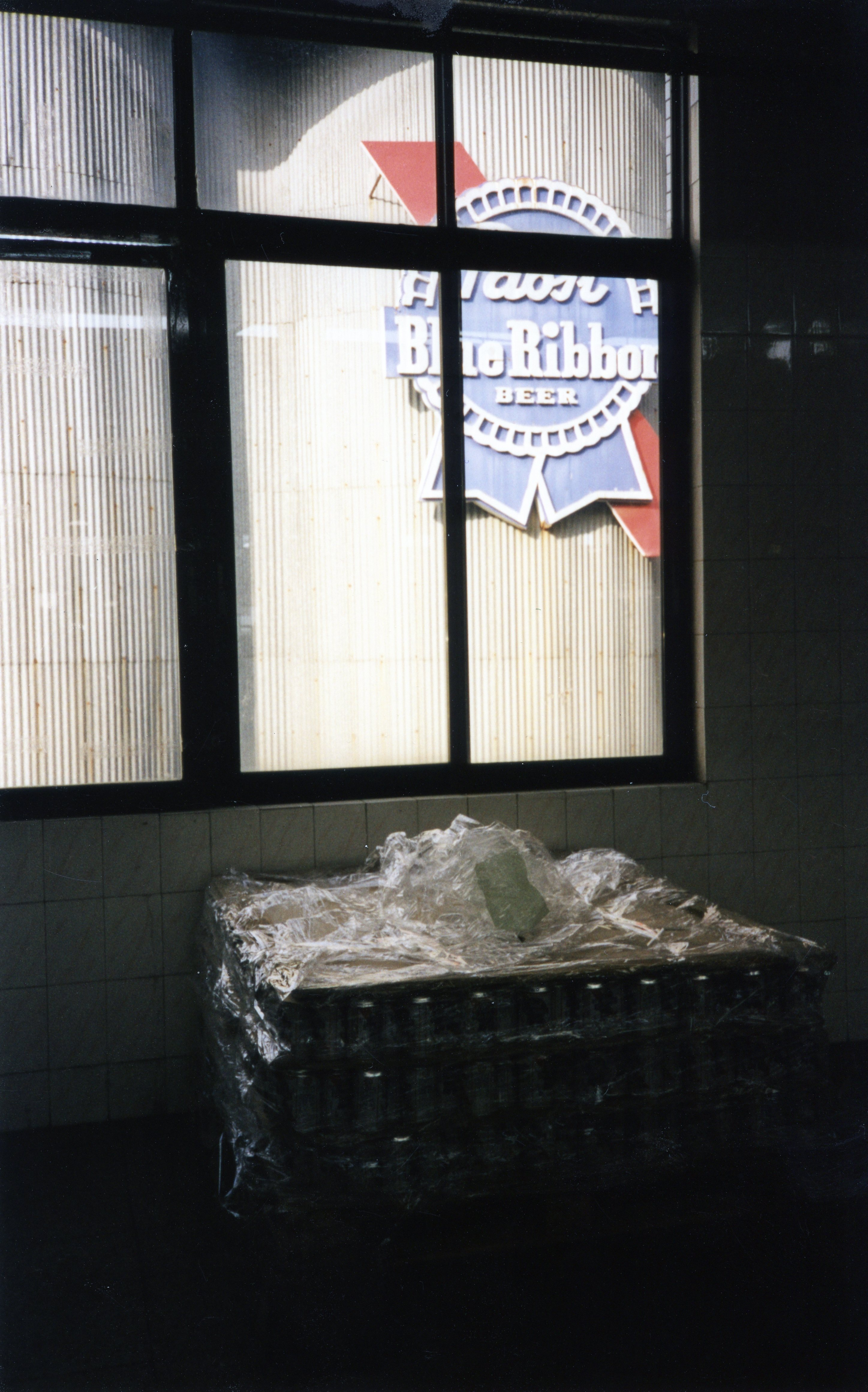
Het logo

China Pabst Blue Ribbon (Chinees: 蓝带啤酒, pinyin: Lán dài píjiǔ) is een merk bier dat in China verkocht wordt. 

## Beschrijving
China Pabst Blue Ribbon wordt geproduceerd en gedistribueerd door de CBR Brewing Company, een firma die op de Maagdeneilanden gevestigd is maar zijn hoofdkantoor in Hongkong heeft. De firma heeft zowel het merk als de brouwerijen samen met Guangdong Blue Ribbon Group in eigendom en er is een licentie-overeenkomst gesloten tussen beiden. 
De samenwerking tussen CBR Brewing Company en Pabst Brewing Company begon toen Pabst drie eerder buiten gebruik genomen brouwerijen verkocht aan de toekomstige handelspartners in China.
Het Chinese Pabstbier werd eerst in China onder het Pabst handelsmerk geproduceerd in de Zhaoqingbrouwerij, gelegen te Zhaoqing, Guangdong. Deze brouwerij ligt in de buitenwijken tussen de Ban Yue-straat, de Kangle North-straat en de Cui Xing-straat. Tegenwoordig wordt het beer in drie verschillende brouwerijen in andere gedeelten van China gebrouwen. 
Vanaf 1999 biedt de Zhaoqingbrouwerij gratis rondleidingen aan in de brouwerij, waar men dan ook kan zien hoe het bier in flessen wordt gedaan en hoe het wordt gemaakt. Er worden ook bierproeverijen georganiseerd. In tegenstelling tot de Amerikaanse versie van Pabst Blue Ribbon heeft de Chinese tak van Pabst zijn bier als een luxe merk neergezet in de markt: een fles Blue Ribbon 1844 kost 44 dollar.

## Afbeeldingen

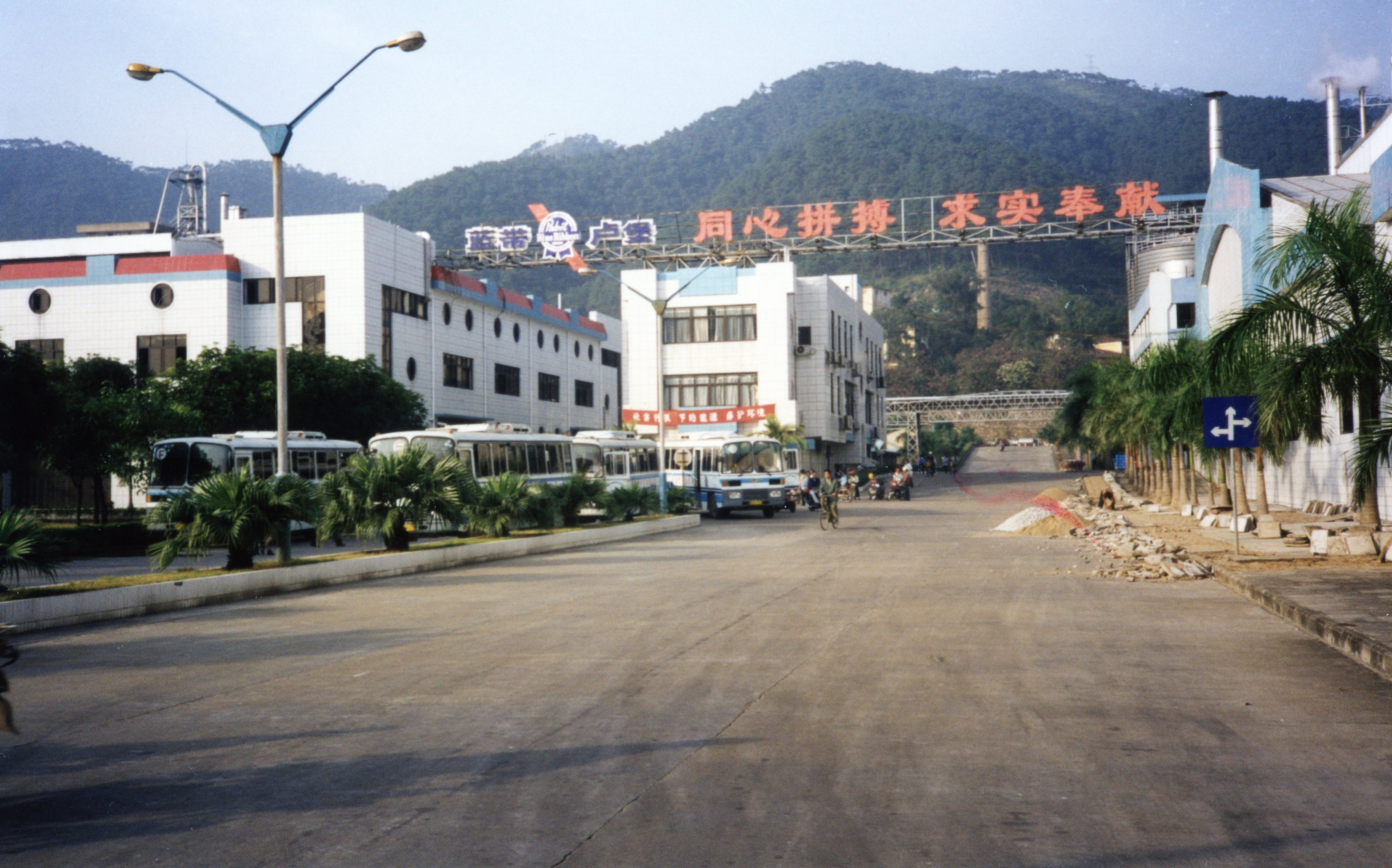
De poort van de Zhaoqinqbrouwerij in 1999
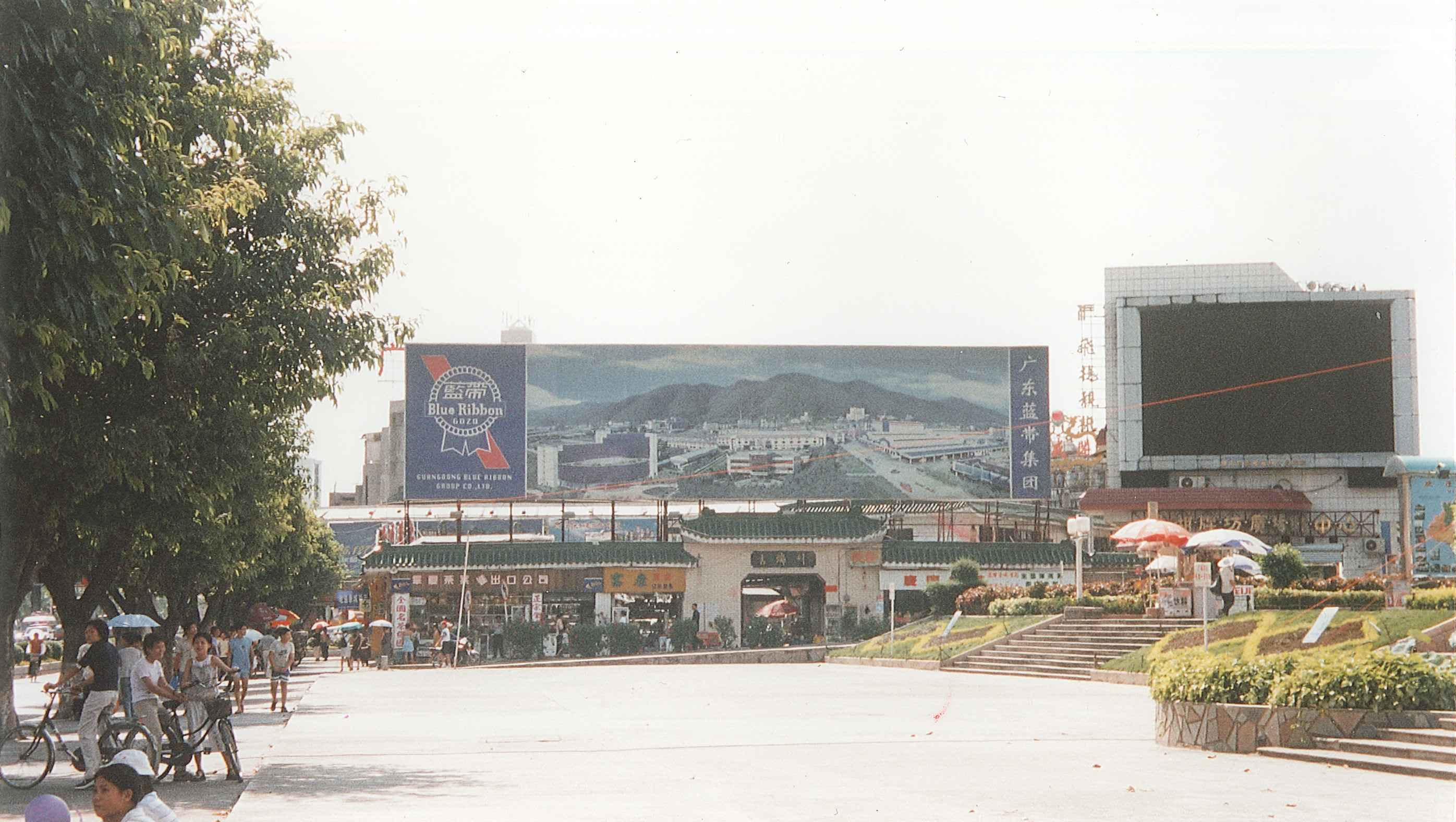
Reclame voor Pabst Blue Ribbon Beer in Zhaoqing, Guangdong, China 1999
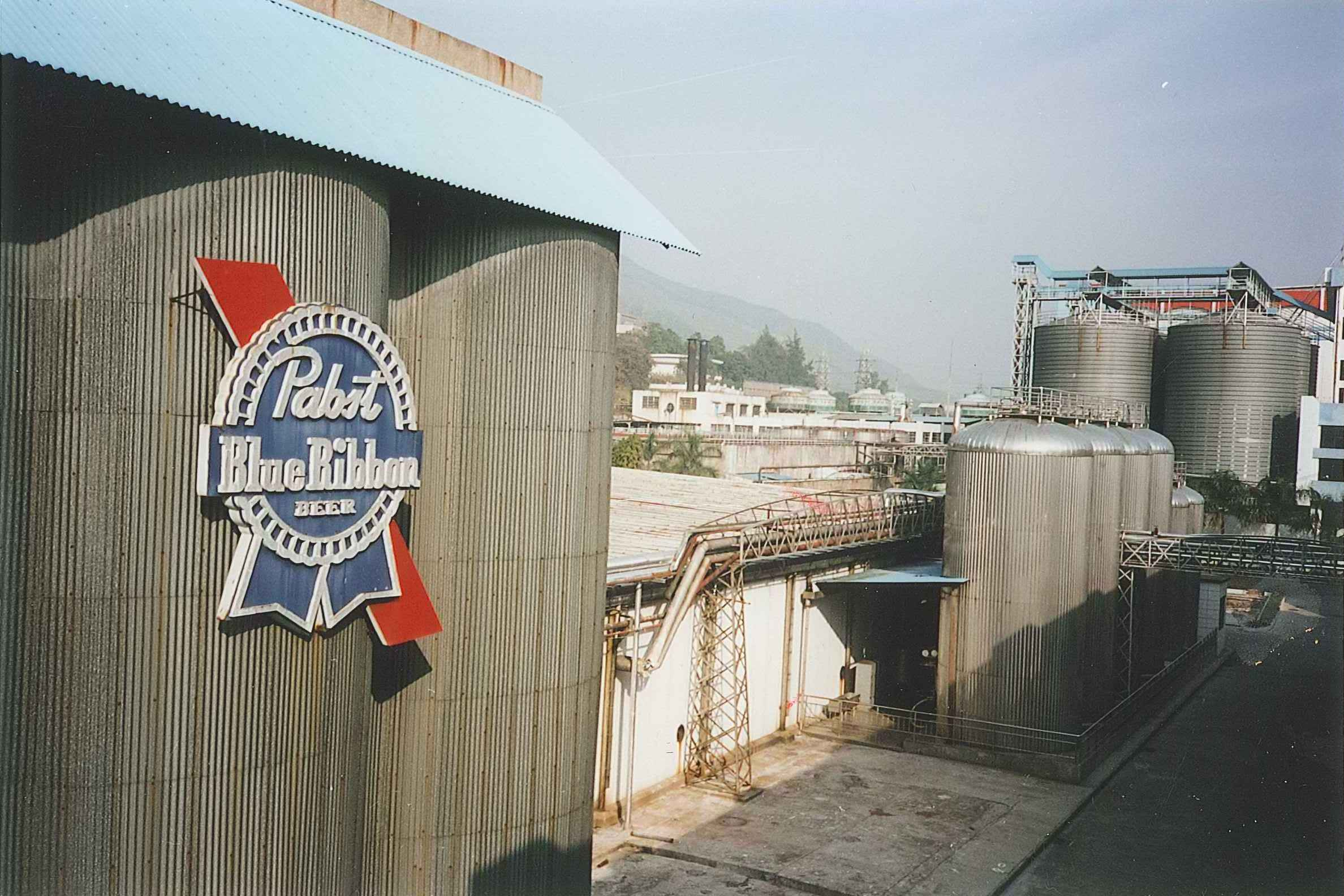
Het teken van Pabst op een bieropslagtank in de Zhaoqingbrouwerij in 1999
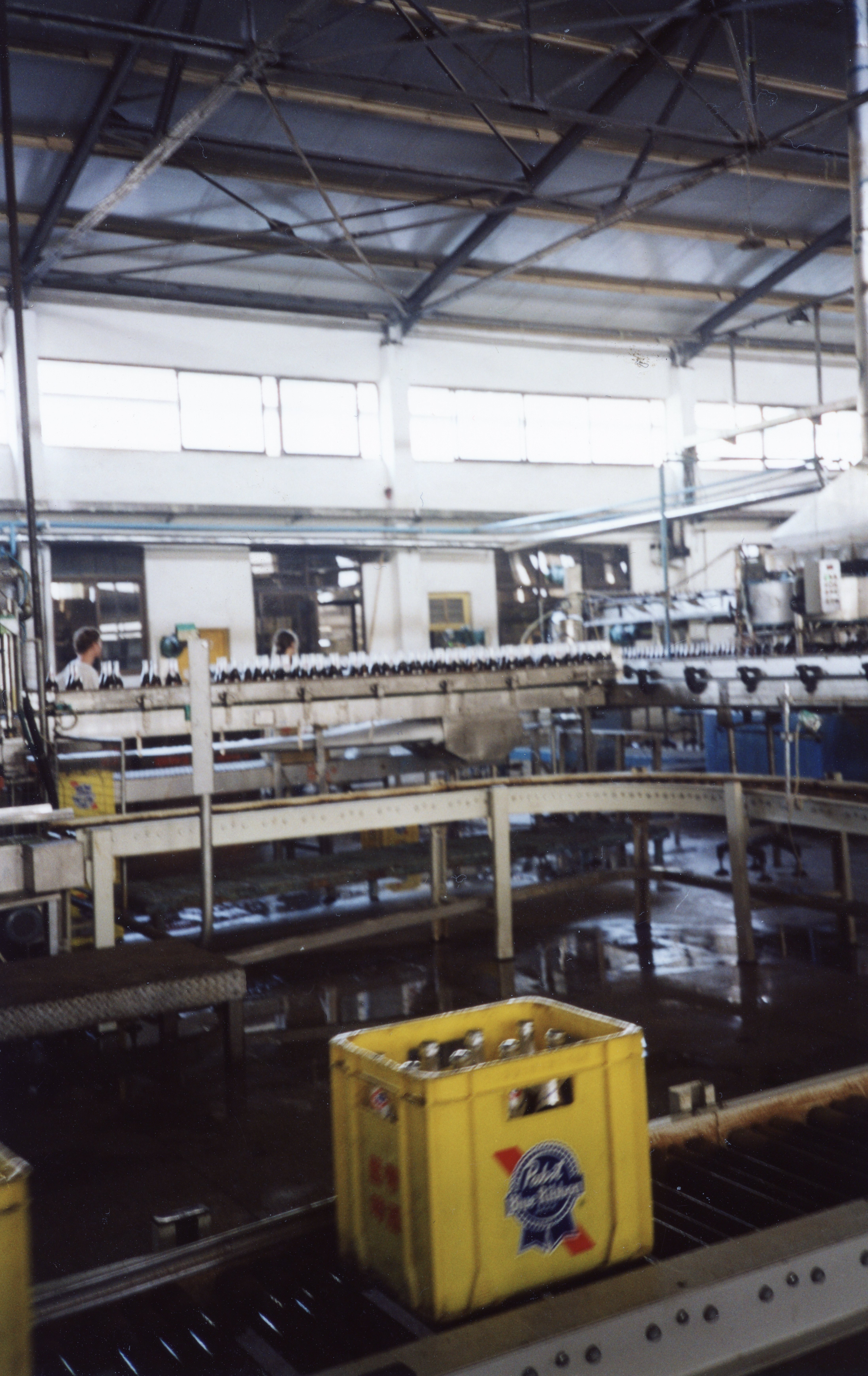
Bier op een productielijn in de Zhaoqingbrouwerij in 1999
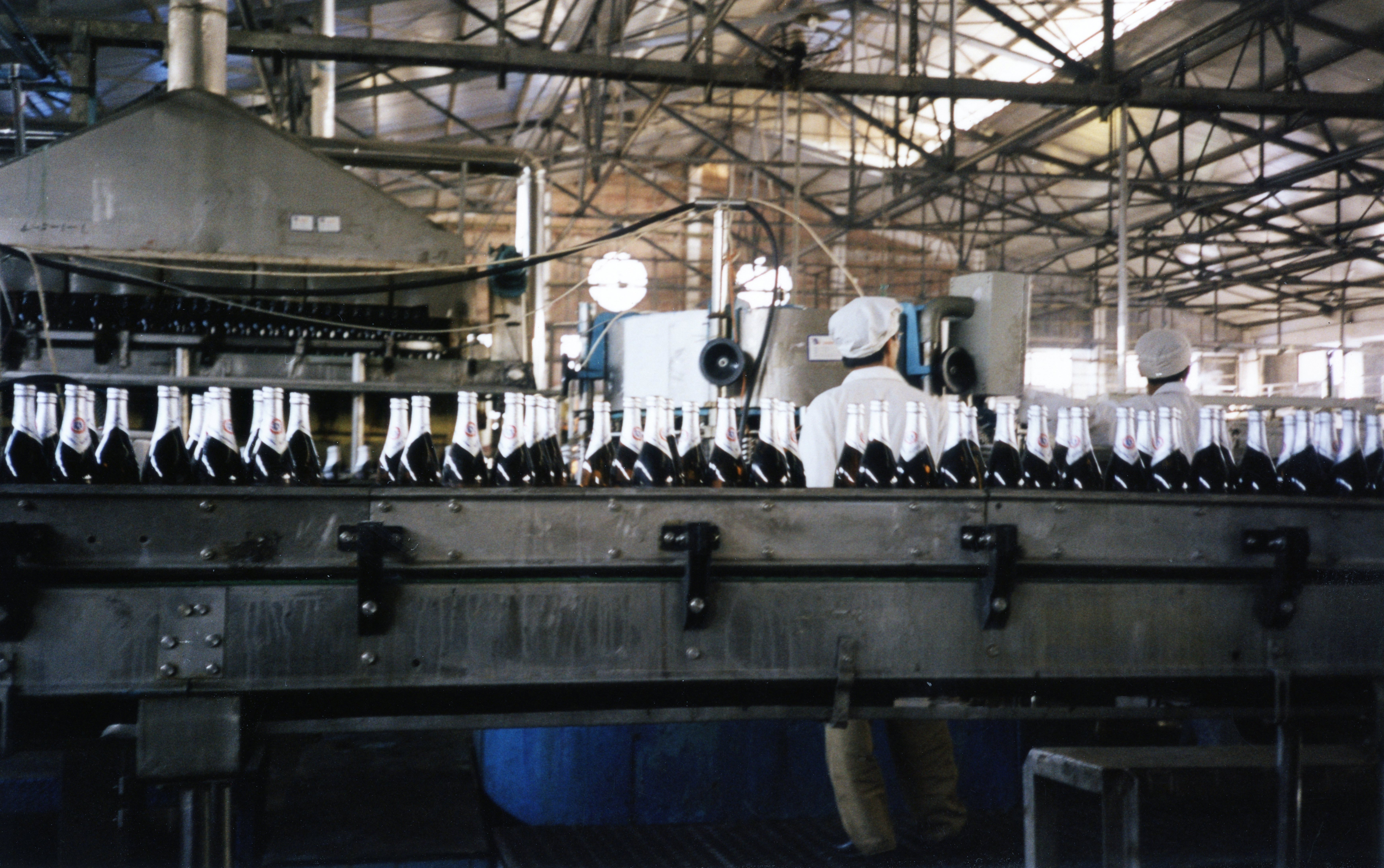
Zhaoqing Brewery-productielijn in 1999
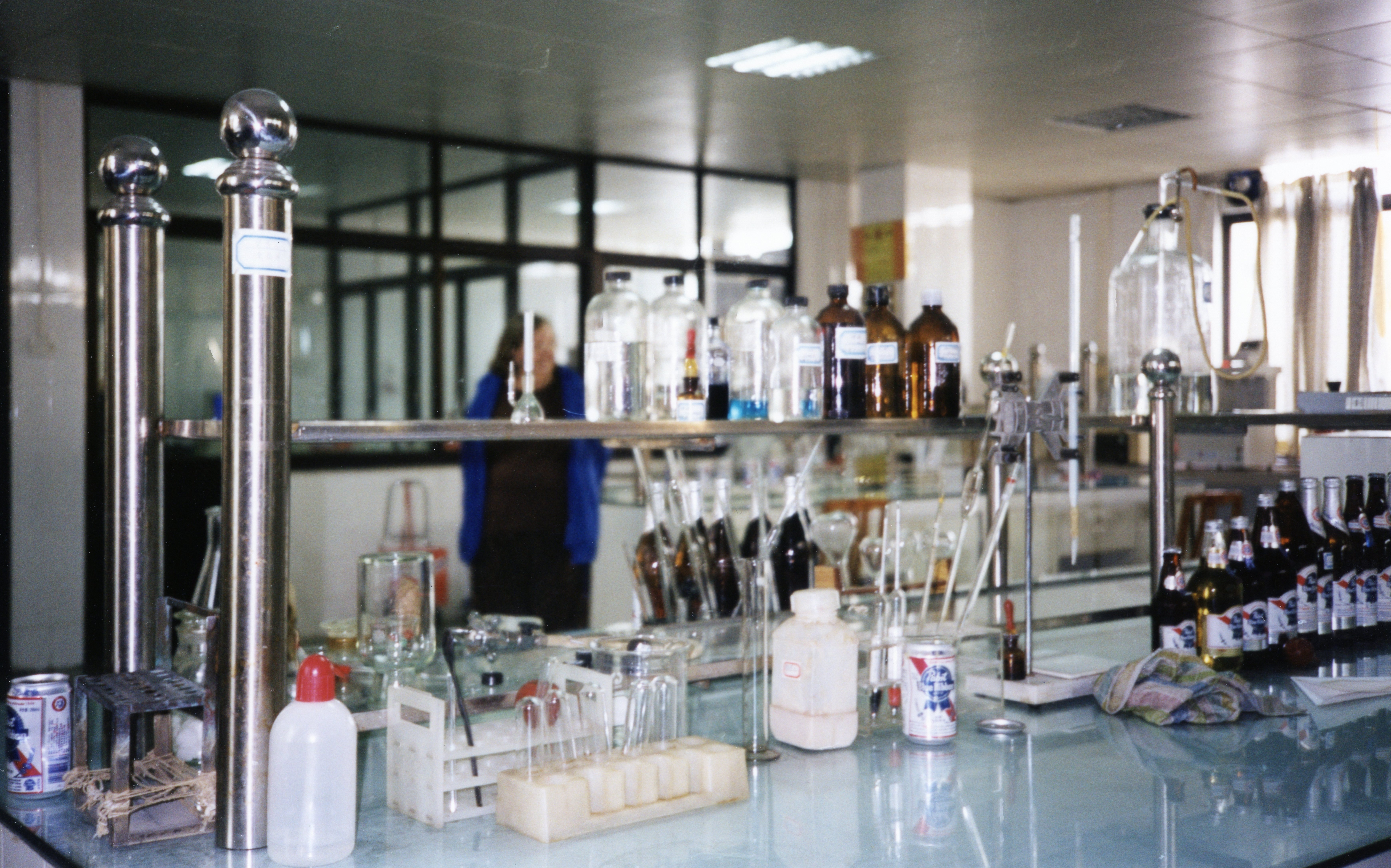
Zhaoqing Brewery-bierlaboratorium in 1999
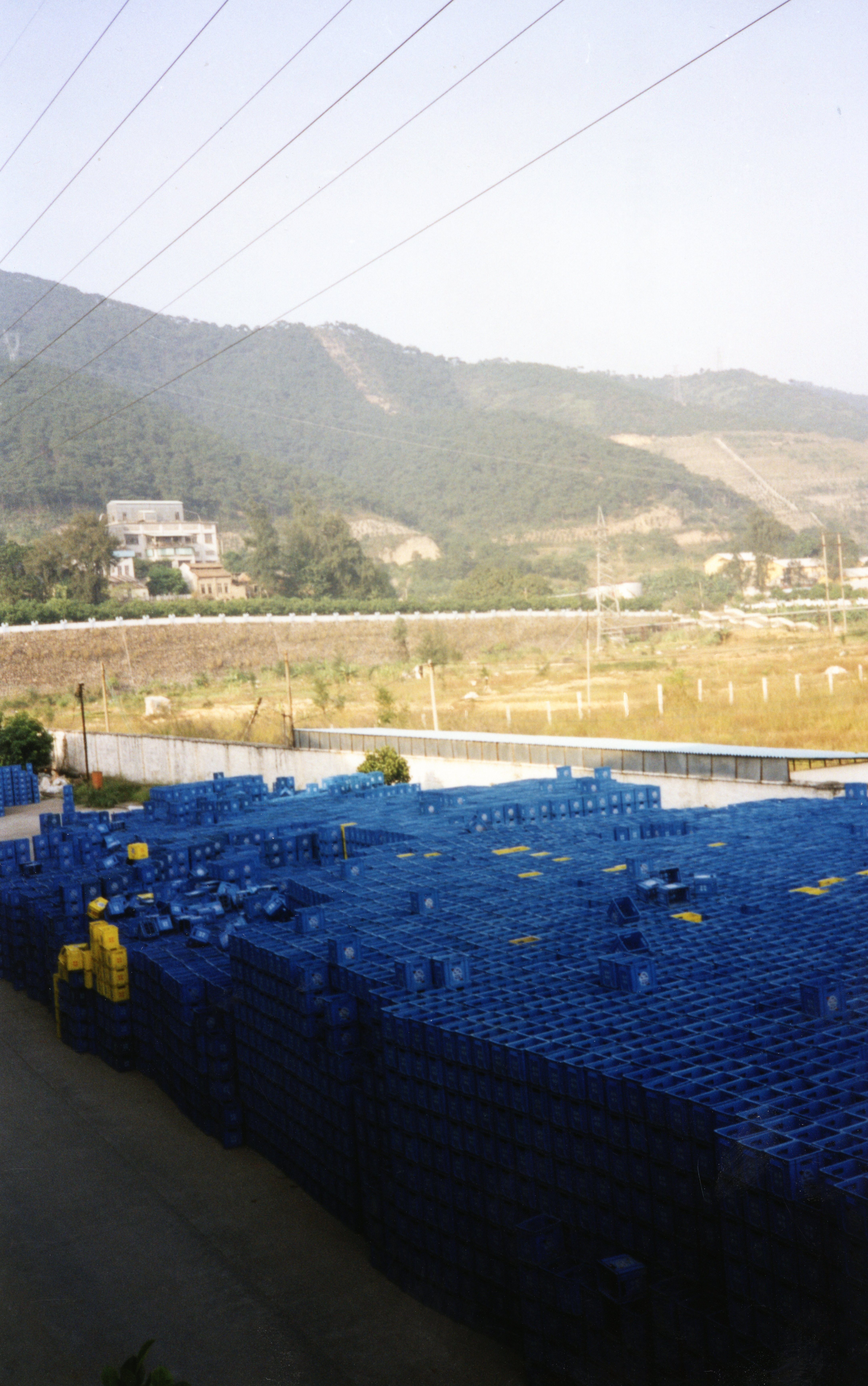
Zhaoqing Brewery-opslag in 1999